# 13206 Baer
13206 Baer este un asteroid din centura principală de asteroizi.

## Descriere
13206 Baer este un asteroid din centura principală de asteroizi. A fost descoperit pe 6 aprilie 1997 la Socorro, New Mexico, în cadrul proiectului LINEAR. Asteroidul prezintă o orbită caracterizată de o semiaxă mare de 2,85 ua, o excentricitate de 0,10 și o înclinație de 2,0° în raport cu ecliptica.